# Sanace (Polsko)

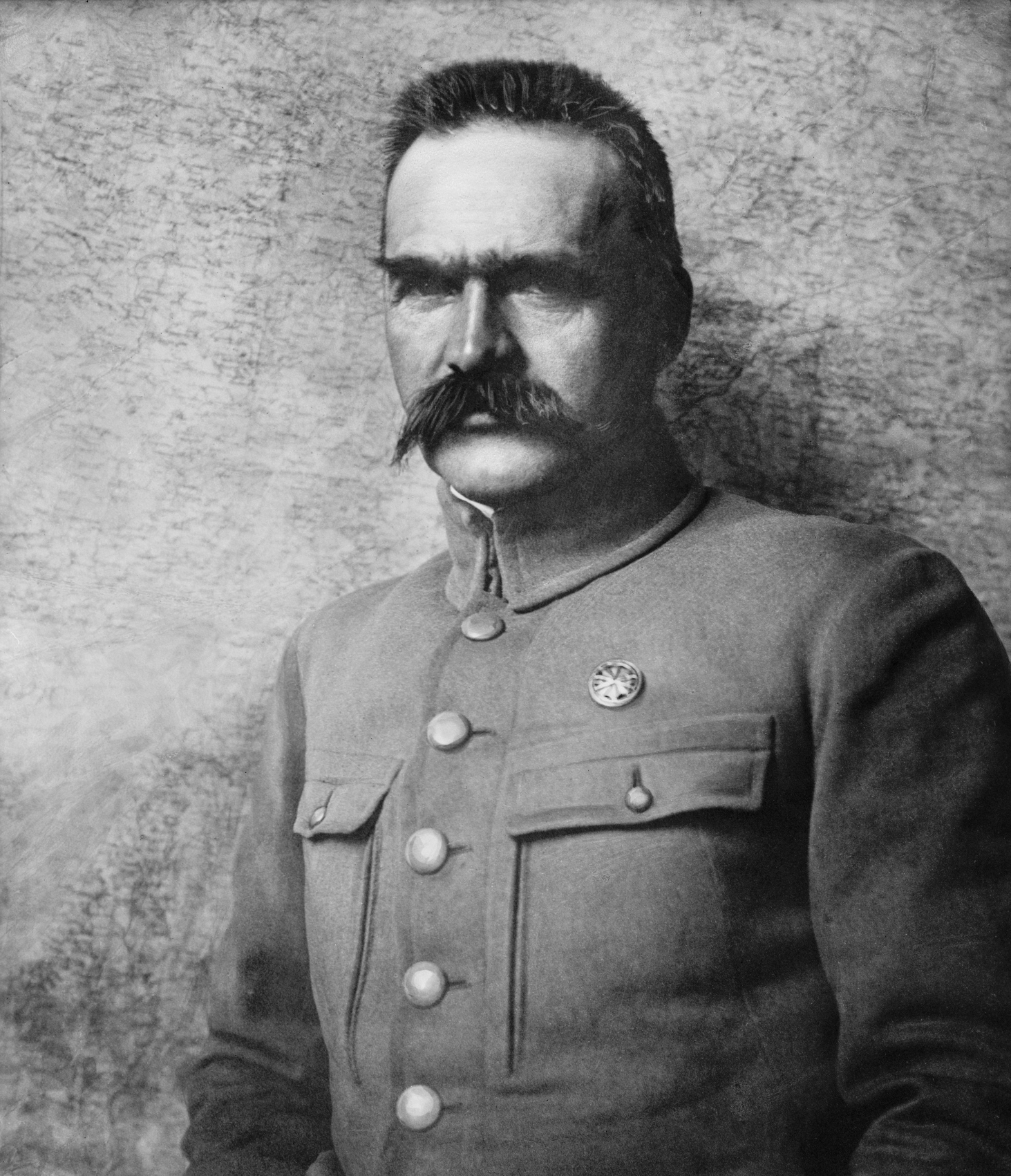
Józef Piłsudski

Sanace (polsky sanacja, z latiny sanatio – uzdravení) je hovorové označení vládnoucího tábora stoupenců Józefa Piłsudského (v polštině piłsudczycy, pilsudčíci) v letech 1926–1939. 

## Historie

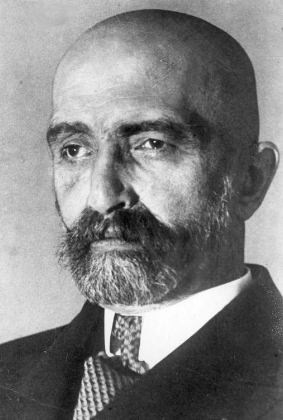
Walery Sławek (1879–1939), zakladatel strany BBWR

Vznikla v souvislosti s heslem hlásaným Józefem Piłsudským „morální sanace“ veřejného života v Polsku v době přípravy a následně květnového převratu v roce 1926.
Hlavní politickou organizací sanace byl 'Nestranický blok spolupráce s vládou' (Bezpartyjny Blok Współpracy z Rządem, BBWR, 1928–1935). Sanace zavedla autoritativní režim, potlačovala komunismus, hlásala teze o krizi demokracie, nutnosti vlády silné ruky a likvidace opozičních stran (pilsudčíkovští politici v nich vytvářeli skupiny působící rozkol). Toto úsilí se částečně projevilo v Dubnové ústavě (Konstytucja kwietniowa) z roku 1935.
Po roce 1935 se v sanačním táboře začaly objevovat rozdíly. V letech 1935–1937 vznikla a vyvinula se tzv. sanační levice inklinující ke spolupráci s opozičními stranami. Tzv. hradní skupina okolo prezidenta I. Moścického konkurovala křídlu vrchního velitele E. Rydza-Śmigłyho a Tábora národního sjednocení (Obóz Zjednoczenia Narodowego, OZN) reprezentující nacionalistické a totalitní tendence. 
Porážka v září 1939 ukončila vládu sanace, ale její představitelé si během druhé světové války udrželi značný vliv v exilové vládě.